# 아리타역
아리타역은 (일본어: 有田駅 아리타에키[*]) 일본 사가현 니시마쓰우라군 아리타정 혼마치 병에 위치한 큐슈여객철도, 일본화물철도, 마쓰우라 철도의 역이다.

## 개요
도자기로 이름이 알려진 아리타 정의 대표역으로 모든 열차가 정차한다. JR 큐슈의 사세보 선과 마쓰우라 철도의 니시큐슈 선 2개 노선이 정차하며,니시큐슈 선은 이 역이 기점이다. 이전에는 니시큐슈 선도 마쓰우라 선(일본어: 松浦線)이라는 명칭으로 국철・JR 큐슈가 경영하고 있었기 때문에 역은 국철・JR 큐슈의 단독 사용이었지만, 1988년에 마쓰우라 선이 마쓰우라 철도에 이관되어 현재는 JR 큐슈와 마쓰우라 철도의 공동 사용역이 되었다. 사세보 선의 역으로서는 사가현 최서단으로, 이 역과 근처의 미카와치역의 사이에 있는 니시아리타 신호장에서 조금만 미카와치 역 방면으로 가면 사가・나가사키의 현 경계가 있다.
사세보 선과 니시큐슈 선의 직통 운행은 양 노선의 종점인 사세보역을 넘는 형태로 행해지고 있어 이 역을 넘는 직통 운행은 마쓰우라 철도의 개업 이래 정기 열차에서는 행해졌던 적이 없다. 또한 국철 시대인 1966년부터 1967년까지, 하카타역-사세보 역간을 지쿠히 선・당역 경유로 운행하는 급행 「가라쓰」의 설정이 있어, 이 역에서 스위치 백을 했었다.
이 역을 발착하는 니시큐슈 선의 열차는 모두 이마리역에서 회차하므로, 히가시야마시로 역 방면으로 향하려면 이마리역에서 갈아 탈 필요가 있다.

## 역사
- 1897년(메이지 30년) 7월 10일-규슈 철도 나가사키 선의 역으로서 개업.
- 1898년 8월 7일-이마리 철도선이 개업.
  - 12월 28일-이마리 철도선을 규슈 철도에 양도.
- 1907년 7월 1일-규슈 철도의 국유화에 의해 국유 철도의 역이 된다.
- 1909년(메이지 42년) 10월 12일-국유 철도 선로 명칭의 제정에 의해 나가사키 본선과 이마리 선의 역이 된다.
- 1934년(쇼와 9년) 12월 1일-나가사키 본선의 루트 변경에 수반해 히젠야마구치 역-하이키역간은 종래의 사세보 선(하이키 역-사세보역간)과 통합해 사세보 선이 된다.
- 1945년 3월 1일-이마리 선(당역-히젠요시이 역(현재의 요시이 역)간)과 마쓰우라 선(히젠요시이 역-사세보 역간)이 마쓰우라 선으로서 통합되어 이 역은 마쓰우라 선의 기점이 된다.
- 1985년 3월 14일-화물 취급을 폐지.
- 1987년 4월 1일-국철 분할 민영화에 의해 JR 큐슈・JR 화물이 계승.
- 1988년 4월 1일- JR 큐슈 마쓰우라 선이 니시큐슈 선으로서 마쓰우라 철도에 이관된다.
- 1996년 3월 16일-화물열차의 설정 폐지.
  - 6월 12일- 「세계・불길의 박람회」개최(동년 7월~10월)에 맞추어 역사를 개축.
- 2006년 4월 1일-아리타 오프 레일 스테이션 개설.

## 역 구조
단식 승강장 1면 1선과 섬식 승강장 1면 2선, 합계 2면 3선의 승강장을 가지는 지상역. 1・2번 승강장을 JR, 3번 승강장을 마쓰우라 철도가 사용하고 있다. 승강장간은 과선교로 연결된다. 2011년 3월부터 1번 선, 2・3번 선 승강장 각각으로 엘리베이터의 공용이 개시되었다. 에스컬레이터와 자동 개찰기의 설치는 없다. 2・3번 승강장에는 아리타의 3에몬(가키에몬, 이마에몬, 겐에몬)에 의한 3개의 아리타산 도자기의 도판이 장식되어 있다. 2014년 3월 15일의 다이어 개정으로 「나나쓰보시 in 규슈」(1박 2일 코스)가 정차하게 되었기 때문에, 「나나쓰보시 in 규슈」의 정차 시간(매주 토요일 19시 32분부터 30분간)에 맞추어 3에몬의 도판이 라이트 업 되는 것 외에 1번 승강장에는 「백자의 불빛」이 설치되어 있다.
공용의 개찰구를 사이에 두고 JR 큐슈와 마쓰우라 철도의 역이 따로따로 설치되어 있다. JR역은 JR 큐슈 철도 영업이 업무를 실시하는 업무 위탁역으로, 녹색 창구・마르스・자동 매표기가 설치되어 있다. 2・3번 승강장에도 자동 매표기가 설치되어 JR 표를 판매하고 있다. 마쓰우라 철도의 역은 마쓰우라 철도의 직영역으로, 자동 매표기를 갖추고 있다. 다만 마쓰우라 철도의 자동 매표기는 역의 영업 시간(9:00 - 18:00) 외는 사용할 수 없다. 마쓰우라 철도의 역 옆에서는 KIOSK가 영업하고 있다.
JR의 보통 열차의 대부분과 마쓰우라 철도의 전열차는 원맨 운전을 실시하고 있지만, JR의 열차는 종일 역에서의 정산이 된다. 덧붙여서 사세보 선의 각 역 중, 직영역 이외에 종일 원맨 열차의 모든 도어가 열리는 것은 이 역뿐이다. 마쓰우라 철도의 열차는 종일 차내 정산으로, 승차 시에는 정리권을 취해, 하차 시에는 기관사에게 정산 증명서를 받아 개찰구에서 역무원에 건네준다. 또 마쓰우라 철도에서는 나가사키 스마트 카드의 이용이 가능하지만 역 구내에는 대응 기기가 없기 때문에, 카드를 역무원에 보인 다음에 차내에서 정산하게 된다.

### 승강장
| 번호 | 노선                       | 방면 | 행선지                                                              |
| ---- | -------------------------- | ---- | ------------------------------------------------------------------- |
| 1    | ■JR 사세보 선              | 하행 | 하이키・사세보・하우스텐보스 방면                                   |
| 2    | ■JR 사세보 선              | 상행 | 고호쿠・사가・도스・하카타 방면                                     |
| 3    | ■마쓰우라 철도 니시큐슈 선 |      | 이마리・(이마리 환승) 마쓰우라・다비라히라도구치・사자・사세보 방면 |

- 이 역에서 사세보 역으로 향하는 경우, 니시큐슈 선(이마리 역) 경유는 사세보 선(하이키 역) 경유에 비해 시간・운임 모두 큰폭으로 들기 때문에, 그것에 관한 설명서가 마쓰우라 철도의 창구 옆에 붙여져 있다.
- 1번선과 2번선의 사이에 유치선이 있다. 통상은 사용되지 않지만, 아리타 도기시 때에 운행되는 임시 열차가 유치된다.

## 아리타 오프 레일 스테이션
아리타 오프 레일 스테이션(약칭: 아리타 ORS)는 JR 화물 아리타 역에 속하는, 역 구내 북측에 있는 컨테이너 집배 기지이다. 컨테이너 화물(12피트 컨테이너)만을 취급하고 있어 화물열차 대체의 트럭편이 아리타 ORS와 나베시마역 사이에 1일 6왕복 운행되고 있다.
1996년 3월까지 JR 화물 아리타 역은 화물열차의 발착이 있었지만, 폐지되어 자동차 대행역이 되었다. 2006년 4월부터, 컨테이너 기지의 명칭이 오프 레일 스테이션이 되고 있다.

## 이용 상황
- JR 큐슈- 2011년도의 1일 평균 승차 인원은 810명이다.
- 마쓰우라 철도- 2011년도의 1일 평균 승차 인원은 352명이다.

| 연도   | 1일 평균 승차 인원 | 1일 평균 승차 인원 |
| 연도   | JR 큐슈            | 마쓰우라 철도      |
| ------ | ------------------ | ------------------ |
| 2000년 | 948                | 566                |
| 2001년 | 899                | 481                |
| 2002년 | 854                | 508                |
| 2003년 | 826                | 521                |
| 2004년 | 785                | 429                |
| 2005년 | 763                | 458                |
| 2006년 | 763                | 402                |
| 2007년 | 796                | 395                |
| 2008년 | 814                | 375                |
| 2009년 | 804                | 312                |
| 2010년 | 810                | 353                |
| 2011년 | 810                | 352                |

아리타 도기시 기간 중은 아리타 역・가미아리타역을 약 11만명이 이용해, 임시 열차도 많이 증발된다. 일상의 이용에서는, 보통 열차는 상기에도 있는대로 이 역이 현 경계의 역이기 때문에, 승객의 승하차가 많은 편이다. 특급 열차는 사가역이나 하카타역으로 향하는 손님이 많지만, 이 역에서 사세보역・하우스텐보스 역까지의 자유석 특급권이 300엔이기 때문에 사세보・하우스텐보스 방면의 특급을 이용하는 손님도 소수 볼 수 있다.
덧붙여 당역 발착의 「2매표・4매표」는 설정되어 있지 않기 때문에, 이용 시에는 사세보 역 발착의 표를 창구에서 사게 된다. 다만, 후쿠오카 시내~사세보의 「2매표・4매표」의 구입만은 자동 매표기로 가능하다.

## 역 주변
- 버스승차장
  - 아리타정 커뮤니티 버스의 운행상의 거점이 되고 있어 역전 버스승차장으로부터 동내 각 방면으로의 버스가 발착하고 있다. 커뮤니티 버스 이외에는 사이히 버스 운행의 사세보~이마리・아리타 선 중 아리타 역전 발착의 차량이 이용 가능하지만, 개수는 극단적으로 적고 토요일・휴일은 운휴가 된다.
- 아리타 정립 아리타 중부 소학교
- 사가 현립 아리타 공업 고등학교
- 사가 현립 규슈도자문화관
- 아리타 정 정사무소 청사
- 사가 현립 아리타 요업 대학교